# Jalois
Le Jalois (ou Jallois ou Jallais ou Jalais ou Jablois) est une ancienne mesure de capacité pour grains et une mesure agraire anciennement usitée en France, principalement dans le nord de l'Aisne.

## Mesure de grains
| Commune  | Boisseaux de Paris | Bushel | Litres |
| -------- | ------------------ | ------ | ------ |
| Guise    | 5                  | 1 788  | 65     |
| Ribemont | 4                  | 1 431  | 52     |

## Mesure agraire

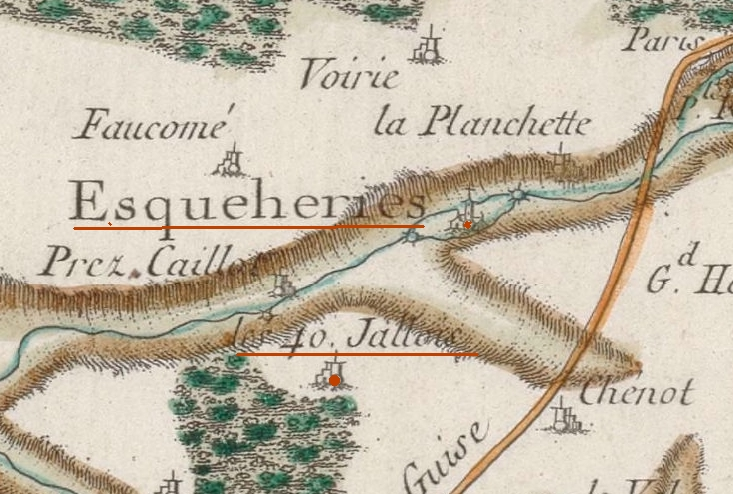
Le hameau Les 40 Jallois dans la paroisse d'Esquéhéries (Aisne) sur la Carte de Cassini au XVIIIè siècle.

| Commune | Description                                                                             | Pieds carrés de Paris | Ares    |
| ------- | --------------------------------------------------------------------------------------- | --------------------- | ------- |
| Laon    | Le jallois pour les vignes = 120 hommées ou verges carrées de 22 pieds de Paris de côté | 58 080                | 61,2864 |
| Vervins | La jallois = 70 verges carrées = 33 880 pieds carrés du Vermandois                      | 28 468,61             | 30,0403 |